# Pastaslak
De pastaslak (Eobania vermiculata) is een slakkensoort uit de familie van de tuinslakken (Helicidae). De wetenschappelijke naam van de soort werd in 1774 voor het eerst geldig gepubliceerd door Otto Friedrich Müller.
In Nederland is de pastaslak een exogene soort, die zijn weg in het land door menselijke introductie gevonden heeft. Ze is makkelijk te verwarren met de getande melkslak alsook de segrijnslak.

## Beschrijving
Het huisje van de pastaslak is met afmetingen van 14-27 bij 22-30 mm vrij variabel. Het huisje is vrij afgeplat met 4 tot 5 windingen. De mondopening loopt schuin omlaag af. De navel is bij volwassen exemplaren bedekt. Jonge exemplaren hebben een minder verdikte mond en een kleine ronde navel.
Het huisje is zeer variabel in kleur, meestal grijswit tot geelgroen met vaak bruine kleurbanden en bestaat uit grove vlekken. De mondrand is wit. De onderzijde van het huisje heeft meestal twee bruine banden, met bovenaan de winding eveneens 1 tot 3 bruine banden.

## Habitat en verspreiding
De habitat van de pastaslak zijn velden, heggen, tuinen, wijngaarden, met relatief droog en steenachtig ondergrond.
Het komt vooral voor in de Franse mediterrane kust. In Nederland is de pastaslak zeldzaam: Het is incidenteel gesignaleerd in Noord-Holland, Groningen en in het noorden van Limburg.

## Economische waarde
De pastaslak is een eetbare slak. Het is echter niet geschikt voor de slakkenkweek, maar wordt in de natuur geraapt. Deze praktijk komt met name in mediterrane landen als Spanje, Italië en Griekenland traditioneel veel voor.